# DOCSIS
Euro-DOCSIS (eller European-Data Over Cable Service Interface Specification) definierar hur IP- och MPEG-trafik skickas från kabel-TV-operatörens lokala basstation via koaxialkabel till kundens kabelmodem eller digitala TV-mottagare. Standarden utarbetas av ett amerikanskt-kanadensiskt konsortium kallat CableLabs. Standarden modifieras sedan för europeiska marknaden av ECB (Euro-DOCSIS Certification Board) tillsammans med belgiska Excentis (före detta tComLabs) och godkänns sedan av FN-organet ITU. Skillnaden mellan DOCSIS och Euro-DOCSIS är bandbredden, 6 MHz för den första mot 8 MHz för den senare, vilket har sin grund i de olika TV-systemen NTSC och PAL/SECAM. Excentis utvärderar Euro-DOCSIS hårdvara, som efter klarade tester får certifieringsbevis av ECB.
UPC är en av grundarna (år 2000) av ECB och Com Hem blev rådsmedlem 2005.
Kabel-TV-operatörens lokala Euro-DOCSIS/DOCSIS basstation (så kallad CMTS station), vilken kunden är ansluten till, finns normalt i nätets knutpunkt och är i sin tur ansluten till operatörens fiberoptiska nät. Utöver CMTS-stationen tillkommer även system för provisionering och övervakning av kunder.

## Teknisk info
Frekvensbredden nedströms (nedladdning) i koaxialkabeln från CMTS-stationen till kundens modem har normalt en nedre gräns kring 47–54 MHz och en övre gräns kring 300–862 MHz och förutsätts innehålla SECAM/PAL-TV-signaler (7-8 MHz i bredd), FM-radio och andra smalband och vidbandssignaler. Frekvensbredden i uppströmsriktningen (uppladdning) är definierad från 5 MHz och till en övre gräns vid 42–65 MHz. I dessa definierade uppströms/nedströms frekvensband skickas data på en 8 MHz bred kanal nedströms och en 6,4 MHz bred kanal uppströms, en kanal för varje riktning, vilket resulterar i en full duplex-anslutning.

## Euro-DOCSIS versioner
- Euro-DOCSIS 1.0

Hårdvaruspecifikation klar 1997.
Första hårdvaran blev certifierad Q4 2000.
Maximal nedladdningshastighet:
- 55,62 Mbit/s med IPv4 och 256-QAM modulation 8 MHz bred.
- 38 Mbit/s med IPv4 och 64-QAM modulation 8 MHz bred.

Maximal uppladdningshastighet:
- 5 Mbit/s med 16-QAM modulation 3,2 MHz bred.

Modulation: QPSK, 16-QAM.
Kryptering: 56 bit DES CBC.
Specifikation medgav höga hastigheter men i realiteten var hastigheten begränsad i modemen och stationerna. Majoriteten av kabel-TV-operatörerna sålde tjänster med låga hastigheter, då få konkurrenter på bredbandsmarknaden fanns. De flesta modem tillverkades utan att följa standard, då de ändå aldrig skulle användas i högre hastigheter.
- Euro-DOCSIS 1.1

Hårdvaruspecifikation klar 1999.
Första hårdvaran certifierad Q3 2002.
Maximal nedladdningshastighet:
- 55,62 Mbit/s med IPv4 och 256-QAM modulation 8 MHz bred.
- 38 Mbit/s med IPv4 och 64-QAM modulation 8 MHz bred.

Maximal uppladdningshastighet:
- 9 Mbit/s med 16-QAM modulation 3,2 MHz bred.

Modulation: QPSK, 16-QAM.
Kryptering: 56 bit DES CBC.
- Euro-DOCSIS 2.0 - Används i dagsläget[när?] i många svenska kabel-tv nät.

Hårdvaruspecifikation klar Q4 2001.
Första hårdvaran certifierad Q4 2003.
Maximal nedladdningshastighet:
- 55,62 Mbit/s  med IPv4 och 256-QAM modulation 8 MHz bred.

Maximal uppladdningshastighet:
- 30,72 Mbit/s  med IPv4 och 64-QAM modulation 6,4 MHz bred.

Modulation: QPSK, 16-QAM, 32-QAM 64-QAM.
Kryptering: 128 bit DES.
Info: Vissa tillverkare har gått utanför standarden och inkluderat 512-QAM och 1024-QAM modulering och på så sätt uppnått hastigheter nedströms (nedladdning) på 76 Mbit/s. Det har även utanför standarden implementerats 1024 bits RSA för sessions nyckelbyten.
- Euro-DOCSIS 3.0 - Används i dagsläget[när?] i många större svenska kabel-TV nät.

Maximal teoretisk nedladdningshastighet beror på hur många kanaler som bundlas (55,62 Mbit/s * antal kanaler) enligt följande exempel:
- 222,48 Mbit/s med IPv4/IPv6 och QAM-256 modulation med 4 kanaler
- 444,96 Mbit/s med 8 kanaler.
- 889,92 Mbit/s med 16 kanaler.
- 1334,88 Mbit/s med 24 kanaler.
- 2002,32 Mbit/s med 36 kanaler.

Maximal teoretisk uppladdningshastighet är också beroende på hur många kanaler som bundlas (30,72 Mbit/s * antal kanaler): 
- 122,88 Mbit/s med IPv4/IPv6

Teknisk info: Standarden använder så kallad Channel bonding nedströms (nedladdning).
Datan som skickas från CMTS-stationen fördelas över minst 4 kanaler (vanligast är 8 eller 16) (8 MHz/kanal) av ett bonding chip i stationen. I modemet hos kunden sitter en annan variant av detta bonding chip som sammanför dessa kanalerna. Man bundlar kanalerna om grupper med 4 kanaler. Dessa bondinggrupper måste också vara i en följd för att kabelmodemet skall kunna nyttja bandbredden. Hårdvarutillverkare har testat 288 MHz bundlad bandbredd (36 stycken kanaler à 8 MHz) i nedströmsbandet för att demonstrera docsis-tekniken.
Channel bonding uppströms är med i standarden och för att få ett kabelmodem certifierat för 3.0 måste det liksom nedströms kunna stödja bonding av minst 4 kanaler.
Det är en DOCSIS 3.1-standard på gång som har annorlunda kanalbundling än 3.0-standarden.[källa behövs]